# 레바르 스토니
레바 마커스 스토니(Levar Marcus Stoney, 1981년 3월 20일 ~ )은 미국의 정치인으 제80대 리치먼드 시장을 지냈다.

## 학력
- 제임스 매디슨 대학교 인문사회 학사

## 경력
- 2014.01 ~ 2016.04 제41대 버지니아 주무장관
- 2017.01 ~ 2025.01 제80대 리치먼드 시장
- 2025 버지니아 부지사 민주당 경선 후보

## 역대 선거 결과
| 선거명      | 직책명        | 대수 | 정당   | 득표율 | 득표수   | 결과 | 당락               |
| ----------- | ------------- | ---- | ------ | ------ | -------- | ---- | ------------------ |
| 2016년 선거 | 리치먼드 시장 | 80대 | 무소속 | 35.53% | 36,107표 | 1위  | 리치먼드 시장 당선 |
| 2020년 선거 | 리치먼드 시장 | 80대 | 무소속 | 38.07% | 39,934표 | 1위  | 리치먼드 시장 당선 |